# Uwe Seibertz
Uwe Seibertz ist ein deutscher Maler, Schauspieler und Synchronsprecher.

## Leben und Werk
Über Uwe Seibertz ist wenig bekannt. Ein Artikel in der Welt beschreibt ausführlich sein malerisches Werk. Er war als Synchronsprecher von Bokeem Woodbine und anderen Hollywood-Schauspielern tätig. Bei den Berliner Jedermann-Festspielen spielte er fünf Jahre lang, von 2004 bis 2008, den Hausvogt.

## Charakteristik seiner Malerei
„Generell experimentiert er gerne mit seinen Werken und setzt auf das Prinzip der Verfremdung. Dazu fotografiert er beispielsweise ein Originalbild, lässt es drucken und bearbeitet es farblich und inhaltlich anschließend noch einmal. Seine Bilder haben oftmals etwas von einer Collage. Mehrere Gedanken und Ansätze wechseln sich im Laufe des Arbeitsprozesses ab und vermitteln so den Eindruck, dass sich die Bilder in einem nie enden wollenden Prozess befinden.“

## Synchronrollen
Er war die Synchronstimme folgender Schauspieler:
- Gary Tacon (als George) in Zeit des Erwachens (1990)
- Ralph Seymour (als Aldo) in Winnie (1988) [Synchro (1992)]
- Dan Snook (als Jeff Petersen) in Katastrophenflug 232 (1992)
- Joey DePinto (als Wachmann) in Batmans Rückkehr (1992)
- Bokeem Woodbine (als Sgt. Crisp) in The Rock – Fels der Entscheidung (1996)[2]
- (als Blastmon) in Digimon Fusion (2014)